# Industrie chimique
L'industrie chimique est le secteur industriel dont l'activité consiste à fabriquer des produits par synthèse chimique contrôlée. Ce secteur regroupe entre autres la pétrochimie, la chimie phytosanitaire, l'industrie pharmaceutique, la fabrication de polymères, de peintures et l'oléochimie. Cette industrie est de type process.
L'industrie chimique fabrique à la fois des produits chimiques de base, des produits chimiques intermédiaires et des produits finis.

## Division
- La chimie de base (ou chimie amont » ou encore chimie lourde), division de l'industrie chimique qui fabrique des produits de base tels que la soude, le chlore, l'éthylène, l'acide chlorhydrique et les monomères. Ces produits servent le plus généralement de produits de départ ou de grands intermédiaires pour la fabrication de principes actifs. Ils sont parfois utilisés comme produits finis. Les réactifs sont issus de produits naturels ou de ressources ayant subi peu de prétraitements, tels le pétrole ou des minéraux.
- La chimie fine (ou chimie de spécialité), division de l'industrie chimique qui fabrique des composés et des principes actifs qui vont être utilisés dans les produits finis. Ces composés actifs sont produits à partir des produits issus de la chimie de base.
- L'industrie pharmaceutique pour les entreprises qui fabriquent des médicaments.

Le secteur industriel qui conditionne des produits issus de l'industrie chimique sous une forme utilisable est la parachimie.

## Principales entreprises chimiques mondiales
| Nom          | Nationalité          | Chiffre d'affaires | Année de création |
| ------------ | -------------------- | ------------------ | ----------------- |
| BASF         | Allemagne            |                    | 1865              |
| Dow Chemical | États-Unis           |                    | 1897              |
| Shell        | Royaume-Uni Pays-Bas |                    | 1890              |
| Bayer        | Allemagne            |                    | 1863              |
| ExxonMobil   | États-Unis           |                    | 1999              |
| DuPont       | États-Unis           |                    | 1802              |
| Total        | France               |                    | 1924              |
| Ineos        | Royaume-Uni          |                    | 1997              |
| Sinopec      | Chine                |                    | 2000              |
| SABIC        | Arabie saoudite      |                    | 1976              |

## Situation économique
L'industrie chimique est depuis son origine très dépendante de la pétrochimie et de la carbochimie, et donc de ressources extractives (matières premières telles que minéraux, gaz, charbon, pétrole, gaz naturel, flore, fonge, bactéries... ) tendant pour certaines à se raréfier, à dégrader l'environnement ou dont les prix tendent à augmenter. 
Elle tend à se diversifier en exploitant mieux le recyclage et des ressources naturelles plus renouvelables, moins polluantes et non fossiles, avec notamment la création de polymères à base d'amidon qui remplacent un nombre croissant de certains plastiques, antérieurement issus du pétrole. De nouveaux modèles commerciaux émergent, avec par exemple la « location de produits chimiques ». 
Selon la Commission européenne, l'industrie chimique est en 2013 bien remise de la crise de 2008. 
Elle a perdu des parts de marché de 2003 à 2013 dans l'Union européenne (qui en 2003 « était le plus gros marché des substances chimiques au monde avec environ 30 % des ventes mondiales »), au profit de la Chine. L'UE représente en 2012 environ 21 % des ventes mondiales de produits chimiques, juste derrière la Chine. 
L'industrie chimique européenne reste cependant, selon la Commission, le premier exportateur mondial du secteur avec un chiffre d'affaires qui a même augmenté en termes absolus, peut-être en partie grâce au règlement européen REACH qui a aidé à harmoniser le marché et favorisé la chimie propre ou chimie verte, ce pourquoi la Commission encourage les États membres à continuer de veiller à l'application de REACH, « notamment le seuil de concentration de substances extrêmement préoccupantes contenues dans des articles, fixé à 0,1 %. Sans préjudice de l’interprétation que la Commission réserve à ces dispositions et de toute éventuelle procédure en cours contre des États membres pour manquement à une obligation découlant des traités, la Commission invite les États membres et les autres acteurs concernés à quantifier les éventuelles incidences de cette obligation actuelle de REACH sur l’environnement ou sur la santé ».